# Elemi
Elemi – naturalna żywica (Manila Elemi, Resina Elemi) otrzymywana z drzewa kanarecznika, które rośnie na Filipinach oraz innych, rosnących w Ameryce Środkowej i Meksyku. Jest to miękka, nieprzezroczysta, półstała, zielonożółta, lepka substancja o zapachu terpentynowo-cytrynowym. Stosowana jest do produkcji politur, farb, lakierów (niskocelulozowych i spirytusowych), jest apreturą filcową, a dawniej w przemyśle kosmetycznym jako utrwalacz zapachu (zaprzestano stosowania, po stwierdzeniu jej właściwości alergizujących). 

## Źródła elemi
Źródeł elemi jest wiele. W zależności od kontekstu i czasów, mogło oznaczać żywice roślin z rodzajów Canarium, Amyris, Protium i Boswellia. Do najważniejszych sortów można zaliczyć:
- elemi właściwe, tzw. Manila – pozyskiwane jest z żywicy drzewa Canarium commune (także Canarium luzonicum)[1]. Występuje w postaci nieprzeźroczystych, białawych bryłek o woni koprowo-cytrynowo-terpentynowej. Zawiera d-α-felandren, dipenten, alkohol seskwiterpenowy, elemicynę i terpinol. Rozpuszcza się całkowicie w chloroformie, toluenie, dwuchloroetanie, benzenie, alkoholu amylowym i eterze. Częściowo rozpuszcza się w acetonie, alkoholu metylowym, czterochlorku węglowym, dwusiarczku węglowym i olejku terpentynowym. Używane jest jako składnik spoiwa temperowego.

- elemi brazylijskie tzw. Caricari – pozyskiwane z żywicy drzewa Icica icariba[1]. Występuje w postaci półpłynnej, ciągnącej się masy barwy ciemnożółtej o silnym zapachu. Zawiera kariamirynę i karieleresen. Rozpuszcza się w chloroformie, eterze, toluenie i dwusiarczku węglowym. Częściowo rozpuszcza się w benzenie, kwasie octowym lodowatym, acetonie, w 80% w chloralu.

- elemi jukatańskie – pozyskiwane z żywicy prawdopodobnie drzewa Amyris rumieri. Występuje w dwojakiej postaci. Jako miękka masa barwy jasnożółtej o mocnym zapachu lub w grudkach, twardych, kruchych o barwie zielonkawożółtej. Zawiera jukamyrinę i jukeleresen. Rozpuszcza się częściowo w zimnym alkoholu etylowym, metylowym i w 80% w chloralu. Elemi jukatańskie jest surowcem do sporządzania werniksu. Dawniej ten sort elemi był otrzymywany z Amyris plumieri[1].

- elemi meksykańskie, tzw. Vera cruz – pozyskiwane z żywicy prawdopodobnie drzewa Amyris elemifera[1]. Występuje w postaci twardych brył o barwie zielonkawożółtej. Rozpuszcza się częściowo w zimnym alkoholu etylowym, metylowym i w 80% w chloralu.
- elemi bengalskie – pozyskiwane z żywicy drzewa Commiphora wightii (tzw. żywica guggul)[1].

## Elemi w aromaterapii i perfumiarstwie
Zapach olejku eterycznego, otrzymanego z elemi właściwego, jest klasyfikowany jako nuta głowy. Jego zapach jest podobny do olejku pieprzu różowego (Schinus sp.). Zawiera on liczne monoterpeny, m.in.:  terpinen-4-ol, limonen i felandren.

## Znaczenie medyczne
Już w "Historii Naturalnej" Pliniusz Starszy opisywał elemi jako surowiec do produkcji środków na rany. Od XV w. był on standardowym wyposażeniem aptek. Wykonywano z niego nie tylko maści (np. na dnę moczanową), środki odtruwające na naparstnicę, środki na choroby weneryczne, ale również lakiery, werniksy i kleje.